# E-mu Drumulator
E-mu Drumulator(ドラミュレーター)とは、E-mu Systemsから発売されていたドラムマシンである。1983年発売。価格は995ドル(当時の価格で約23万円)。
リン・ドラムのような見た目の安価なドラムマシンを作るのが目的で作成された。1980年代前半のシンセ・ポップとイタロディスコで多用された。 1984にDigidrums(現・Digidesign)がドラミュレーター用の特殊なEPROMを発売、 ティアーズ・フォー・フィアーズ のシャウトでドラムセットに組み込まれて使われた。

## 著名な使用者
コクトー・ツインズ - My Love ParamourとSunburst and SnowblindとTreasureで使用。
デペッシュ・モード - コンストラクション・タイム・アゲインとミュージック・フォー・ザ・マスィズで使用。
キース・ルブラン - ノー・セール・アウトで使用。
ハワード・ジョーンズ - かくれんぼ (ハワード・ジョーンズのアルバム)で使用。
ケニー・ロギンス
ルー・リード
ティアーズ・フォー・フィアーズ
ジャン・ミッシェル・ジャール
ビッグ・ブラック
ライアーズ
フロント242
ウルトラヴォックス

## 引用
1. ↑  “E-mu Drumulator | Vintage Synth Explorer”. www.vintagesynth.com. 2019年2月9日閲覧。
2. ↑  “Equipment Notes | Robin Guthrie Official Website”. www.robinguthrie.com. 2019年2月8日閲覧。